# Ağstafa (rajón)
Ağstafa (ázerbájdžánsky Ağstafa rayonu) je rajón v severozápadním Ázerbájdžánu v blízkosti hranic s Gruzií a Arménií.

## Města a vesnice v rajónu
Vurğun, Poylu, Qıraq Kəsəmən, Dağ Kəsəmən, Köçəsgər, Aşağı, Kəsəmən, Zəlimxan, Tatlı, Köhnə Qışlaq, Yaradullu, Düzqışlaq, Kolayır, Pirili, Kolxəlfəli, Muğanlı, Sadıxlı, Köçvəlli, Qarayazı, Həzi Aslanov, Soyuq Bulaq, Soyuq Bulaqlar, Xətai, Yenigün, Aşağı Göycəli, Qaçaq Kərəm, Eynallı, Yuxarı Göycəli, Qırılı, Böyük Kəsik, Saloğlu, M.Mİkayılov adına Qoyunçuluq sovxozu

## Demografie
- Ázerbájdžánci 98,7%
- Turci 0,6 %
- ostatní 0,7%

## Náboženství
- Islám 99,9 %